# Udayarpalayam
Udayarpalayam is een panchayatdorp in het district Ariyalur van de Indiase staat Tamil Nadu. 

## Demografie
Volgens de Indiase volkstelling van 2001 wonen er 11.325 mensen in Udayarpalayam, waarvan 51% mannelijk en 49% vrouwelijk is. De plaats heeft een alfabetiseringsgraad van 62%. 